# 密度流
海水密度受水溫和鹽度的影響，不同密度的海水相接觸時，密度大的海水壓力較大，因此會流向密度小的區域。這種因密度分布不均產生的壓力差而造成海水流動，就稱為密度流，降水及河流流入都會降低海水密度，而海面水蒸發則會升高海水密度。

### 來源
- 〈地理〉三民出版：第五章 水文,

p. 156.